# Bilinguismo ufficiale in Canada

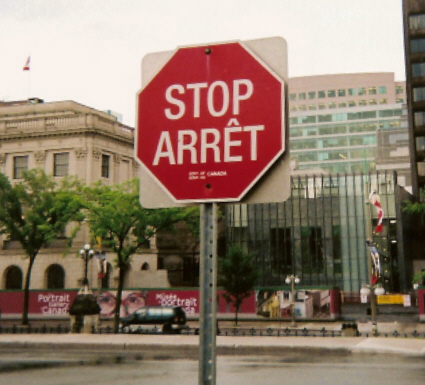
Segnale di stop bilingue (inglese/francese) su Parliament Hill a Ottawa.

Il bilinguismo in Canada si riferisce all'uso dell'inglese e del francese da parte delle persone e delle autorità canadesi. Il "bilinguismo istituzionale" descrive il compito dello Stato di garantire che entrambe le lingue ufficiali abbiano lo stesso status adottando e applicando disposizioni e leggi costituzionali. Non è da equiparare al "bilinguismo personale", la capacità di parlare due lingue diverse. Inoltre, non è obbligatorio parlare entrambe le lingue.

## Situazione nelle province e nei territori
Delle dieci province, solo il Nuovo Brunswick ha scelto di diventare volontariamente bilingue ufficialmente. Il Québec, d'altra parte, è l'unica provincia ufficialmente monolingue (francese). Nelle otto province rimanenti, l'inglese è la lingua della stragrande maggioranza e una lingua di lavoro generalmente riconosciuta dalle autorità e dai tribunali, ma è solo la lingua ufficiale de facto. In pratica, tutte le province offrono in una certa misura servizi e istruzione in entrambe le lingue, ma l'offerta varia notevolmente, anche all'interno di una provincia.
Nei tre territori l'inglese e il francese sono lingue ugualmente ufficiali. Inoltre, l'Inuktitut è la terza lingua ufficiale del Nunavut. Nei Territori del Nordovest, anche nove lingue indigene hanno uno status ufficiale; Tuttavia, le leggi sono vincolanti solo in inglese e francese e le autorità devono pubblicare in altre lingue solo se il legislatore lo richiede espressamente.

## Sviluppo cronologico della politica linguistica

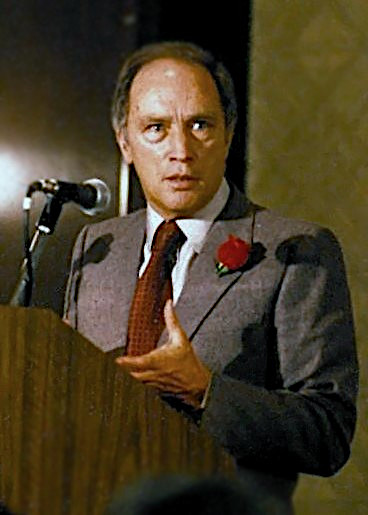
Pierre Elliott Trudeau è il padre della "Legge sulle lingue ufficiali", che nel 1969 ha reso il Canada ufficialmente bilingue.

- 1867: L'articolo 133 della Legge sul Nord America Britannico (il testo fa ora parte della Legge costituzionale del 1867) consente l'uso del francese o dell'inglese nel parlamento canadese e nei tribunali federali. Inoltre impone l'uso di entrambe le lingue nella pubblicazione di leggi, ordinanze, sentenze dei tribunali, ecc.
- 1870: Con l'ammissione del Manitoba alla Confederazione canadese, il francese diventa la lingua ufficiale e scolastica in questa provincia. Il parlamento provinciale ha deliberatamente ignorato il Manitoba Act nel 1890 e ha ritirato il francese dal suo status di lingua ufficiale. Arresta anche il sostegno finanziario alle scuole cattoliche; con il risultato che il francese come lingua scolastica è quasi completamente fuori uso.
- 1912: Il governo dell'Ontario adotta il Regolamento 17 che vieta l'uso del francese come lingua di insegnamento dopo il primo anno di scuola e non prevede più l'insegnamento della lingua francese dopo il quarto anno. A causa di violente proteste, il regolamento 17 non potrà mai essere pienamente applicato e viene definitivamente abrogato nel 1927.
- 1927: i francobolli diventano bilingue; nove anni dopo seguono le banconote.
- 1963: La Commissione reale sul bilinguismo e il biculturalismo, nominata dal primo ministro Lester Pearson, inizia i suoi lavori. Le loro raccomandazioni portano infine, nel 1969, all'adozione e all'entrata in vigore della legge sulla lingua ufficiale a livello federale.
- 1969: Il Nuovo Brunswick assume la regolamentazione del governo federale, emana la propria legge sulla lingua ufficiale e diventa così una provincia ufficialmente bilingue.
- 1970: il commissario ufficiale per le lingue inizia il suo lavoro.
- 1974: La Legge sull'imballaggio e l'etichettatura dei prodotti di consumazione approvata dal Parlamento federale (Loi sur l'emballage et l'étiquetage des produits de consommation) stabilisce che tutti gli imballaggi dei beni di consumo in tutto il paese devono essere etichettati in inglese e francese.  Il packaging bilingue è diventato da allora la caratteristica più visibile del bilinguismo ufficiale.
- 1977: Entra in vigore in Québec la Carta della lingua francese. Questa ha rafforzato il Quebec Official Language Act 1974, che ha reso il francese l'unica lingua ufficiale della provincia. Ulteriori regolamenti rendono il francese l'unica lingua di lavoro, impedisce agli immigrati e ai francofoni di iscrivere i propri figli a corsi di lingua inglese e limita l'uso dell'inglese sui caratteri commerciali.[2] Le singole disposizioni devono essere allentate in seguito poiché violano la costituzione.
- 1984: il francese diventa una lingua ufficiale nei Territori del Nordovest. Aveva questo status dal 1877, ma la disposizione fu abrogata nel 1892.
- 1985: il Parlamento e i tribunali provinciali del Manitoba rifiutano di revocare il divieto del 1890 sul francese come lingua ufficiale. Tuttavia, a seguito di una decisione della Corte suprema, la provincia è costretta a farlo perché contraria alla costituzione.[3]
- 1986: Entra in vigore in Ontario la Legge sui servizi in lingua francese, obbliga le autorità provinciali a fornire servizi di lingua francese nelle comunità in cui la popolazione francofona è maggiore di 5.000 o dove la popolazione francofona è almeno il 10% della popolazione totale.[4]
- 1988: Revisione della Legge sulla lingua ufficiale, per allinearla alle disposizioni della Carta canadese dei diritti e delle libertà. Inoltre, la minoranza di lingua inglese in Québec e la minoranza di lingua francese nelle altre province sono sostenute. Tra le altre cose, le scuole per le minoranze linguistiche sono cofinanziate da fondi federali.
- Attuale: il testo giuridico vincolante è stato leggermente modificato da allora, da ultimo nel 2015.[5]